# Volksbezeichnung
Volksbezeichnung, auch Demonym, Ethnonym oder Ethnikon, ist eine Bezeichnung eines Volkes. In der Linguistik wird unterschieden, ob es eine Selbst- bzw. Eigenbezeichnung (Autonym) eines Volkes oder eine Fremdbezeichnung (Xenonym) für ein Volk ist.

## Bildung und Problematik
Während Eigenbezeichnungen positiv gewertet werden, werden Fremdbezeichnungen unter Umständen als abwertend empfunden (Ethnophaulismen, beispielsweise Zigeuner für Sinti und Roma). Historische deutsche Xenonyme sind z. B. Welsche, Wenden, Raizen und Böhm' für Österreicher mit tschechischen Familiennamen. Ein historisches Autonym ist z. B. Deutschösterreicher. Manche Fremdbezeichnungen beziehen sich nur auf die Sprache, beispielsweise polnisch Niemiec von niemy (stumm) für Deutscher oder die antike griechische Bezeichnung Barbaren.
Ein Phänomen ist die Benennung eines Volkes mit einem Begriff, der mehrere nur bis in die Spätantike bestehende Menschengruppen zusammenfasst, z. B. englisch Germans (Germanen) für Deutsche. Ein Xenonym stimmt nicht immer mit dem Namen eines Landes überein, beispielsweise italienisch Tedeschi und Germania (Deutsche und Deutschland), siehe auch Etymologie des Begriffs Deutsch. Ein häufiges Phänomen ist die Benennung eines Volkes nach Teilgruppen, z. B. französisch Allemands (Deutsche) und spanisch Alemanes nach den Alemannen oder estnisch Sakslased und finnisch Saksalaiset nach den Sachsen. Historische Xenonyme sind die vom römischen Historiker Tacitus erstmals verwendeten lateinischen Bezeichnungen in seiner Schrift De origine et situ Germanorum für Menschengruppen, von denen selbst keine schriftlichen Autonyme existieren.

## Bildung von Demonymen in der deutschen Sprache
Volksbezeichnungen wurden in der Regel vom Namen des bewohnten Territoriums abgeleitet. Dafür gibt es keine festen sprachlichen Regeln, aber es haben sich im Laufe der Zeit Muster herausgebildet. Folgender Abschnitt befasst sich mit der sprachlichen Herkunft der Volksbezeichnungen und listet eine Reihe von Beispielen auf.
| Anhängen von Silben („er“, „ner“ oder „aner“) | Umwandlung von Silben („en“, „ien“ → „er“, „aner“) | Umwandlung von Silben („a“, „ien“ → „ier“) |
| --- | --- | --- |
| - Afrika → Afrikaner - Amerika → Amerikaner - Brandenburg → Brandenburger - England → Engländer - Holland → Holländer - Irak → Iraker - Iran → Iraner - Island → Isländer - Italien → Italiener - Japan → Japaner - Korea → Koreaner - Kuba → Kubaner - Mali → Malier - Marokko → Marokkaner - Mexiko → Mexikaner - Niederlande → Niederländer - Nigeria → Nigerianer - Österreich → Österreicher - Pakistan → Pakistaner - Peru → Peruaner - Rheinland → Rheinländer - Schweiz → Schweizer - Ukraine → Ukrainer - Venezuela → Venezolaner | - Ägypten → Ägypter - Albanien → Albaner - Arabien → Araber - Brasilien → Brasilianer - Indien → Inder - Libyen → Libyer - Litauen → Litauer - Norwegen → Norweger - Persien → Perser - Syrien → Syrer - Thüringen → Thüringer                                                      | - Algerien → Algerier - Argentinien → Argentinier - Armenien → Armenier - Australien → Australier - Belgien → Belgier - Georgien → Georgier - Indonesien → Indonesier - Kanada → Kanadier - Kolumbien → Kolumbier - Mazedonien → Mazedonier - Moldawien → Moldawier - Spanien → Spanier - Tunesien → Tunesier |
| Ersatz des letzten Wortbestandteils mit „e“ | Ersatz des letzten Wortbestandteils mit „ese“, „eser“, „iese“, „ose“ oder „asse“ | Sonderfälle |
| - Afghanistan → Afghane - Britannien → Brite - Bulgarien → Bulgare - Dänemark → Däne - Estland → Este - Finnland → Finne - Franken → Franke - Friesland → Friese - Griechenland → Grieche - Hessen → Hesse - Irland → Ire - Kroatien → Kroate - Lettland → Lette - Polen → Pole - Rumänien → Rumäne - Russland → Russe - Sachsen → Sachse - Schottland → Schotte - Schwaben → Schwabe - Schweden → Schwede - Serbien → Serbe - Slowakei → Slowake - Slowenien → Slowene - Tschechien → Tscheche - Türkei → Türke - Turkmenistan → Turkmene | - China → Chinese - Frankreich → Franzose - Kongo → Kongolese - Libanon → Libanese - Madagaskar → Madagasse - Malta → Maltese - Monaco → Monegasse - Nepal → Nepalese - Portugal → Portugiese - Senegal → Senegalese - Sudan → Sudanese - Taiwan → Taiwanese - Vietnam → Vietnamese | - Asien → Asiate - Bayern → Bayer - Chile → Chilene - Glarus → Glarner - Jemen → Jemenit - Philippinen → Filipino - Wales → Waliser - Ungarn → Ungar - Uri → Urner - Zypern → Zyprer oder Zypriot |